# Fantômas (phim)
Fantômas là bộ phim điện ảnh của Pháp, sản xuất năm 1964, là bộ phim tiếp theo các bộ phim trước dựng về nhân vật Fantômas.

## Lịch sử
Phim do André Hunebelle đạo diễn, có sự tham gia của các diễn viên nổi tiếng Jean Marais, Louis de Funès, Mylène Demongeot... Tiếp theo bộ phim này, Pháp cho sản xuất tiếp hai bộ phim Fantômas se déchaîne, công chiếu 1965 và Fantômas contre Scotland Yard công chiếu năm 1967. Phim từng chiếu trên sóng VTV.
Năm 2011, Pháp cho dựng lại bộ phim Fantômas, dưới thể loại phim 3D, dự kiến Vincent Cassel đóng Fantômas và Jean Reno sẽ đóng cảnh sát Paul Juve.

## Nội dung
Fantomas là tên tội phạm nguy hiểm nhất Tây Âu, là chủ mưu trong rất nhiều vụ án lớn. Hắn rất tài giỏi trong việc làm rối loạn hiện trường sau khi gây án. Đặc biệt nhất, đó là một kẻ hóa trang siêu phàm và đầy mưu mô. Công việc của ông thanh tra Juve là phải tìm ra Fantomas và tóm gọn hắn trước khi hắn kịp thực hiện một phi vụ khác. Thật không dễ dàng gì khi mà Fantomas có thể hóa trang thành đồng nghiệp, cấp trên thậm chí là chính bản thân ngài thanh tra.

## Diễn viên
Fantômas (film, 1964)
- Jean Marais: Fantômas, nhà báo Fandor
- Louis de Funès: Cảnh sát trưởng Paul Juve
- Mylène Demongeot: Hélène Gurn, la photographe
- Jacques Dynam: L'inspecteur Michel Bertrand
- Robert Dalban: Le directeur du Journal
- Marie-Hélène Arnaud: Lady Maud Beltham
- Christian Toma: un inspecteur, moustachu
- Michel Duplaix: un inspecteur, Léon
- Anne-Marie Peysson: La speakerine
- Andrée Tainsy: L'habilleuse
- Yvan Chiffre: Un homme de main de Fantômas
- Jean Minisini: Un homme de main de Fantômas
- Rémy Julienne: cascadeur motos/doublure de Jean Marais (non crédité)
- Jean Sunny: cascadeur voitures/doublure de Jean Marais (non crédité)
- Henri Attal: Un garde du corps de Fantômas
- Dominique Zardi: Un garde du corps de Fantômas
- Raymond Pellegrin: La voix de Fantômas (non crédité)
- Hugues Wanner: Un vendeur de bijoux

Fantômas se déchaîne
- Jean Marais: nhà báo Fandor / Fantômas / Le Professeur Lefebvre
- Louis de Funès: Cảnh sát trưởng Juve
- Mylène Demongeot: Hélène Gurn, la photographe du journal et fiancée de Fandor
- Jacques Dynam: L'inspecteur Michel Bertrand
- Olivier de Funès: Michel, le jeune frère d'Hélène
- Albert Dagnant: Le professeur Marchand
- Robert Dalban: Le rédacteur du journal « Le Point du Jour »
- Florence Blot: La dame qui attend dans les toilettes du train
- Christian Tomas: Un inspecteur
- Michel Dupleix: Un inspecteur
- Philippe Castelli: L'inspecteur en retard
- Robert Le Béal: Le ministre décorant le commissaire
- Piero Tordi: Le président de l'assemblée
- Henri Attal: Un garde du corps de Fantômas
- Dominique Zardi: Un garde du corps de Fantômas
- Max Montavon: Le surveillant de l'institut
- Jacques Marin: L'agent de police ferroviaire
- Jean Michaud: Le directeur de la clinique psychiatrique
- Mino Doro: Le professeur suisse
- Yvan Chiffre: Un garde du corps de Fantômas
- Antoine Baud: Un garde du corps de Fantômas
- André Cagnard: Un garde du corps de Fantômas
- Eric Wasberg: Le faux huissier lors de l'assemblée
- Arturo Dominici: Le professeur canadien
- Bob Morel: L'homme hypnotisé
- Antoine Marin: Un inspecteur

Fantômas contre Scotland Yard
- Louis de Funès: Cảnh sát trưởng Paul Juve
- Jean Marais: nhà báo Jérôme Fandor / Fantômas, le criminel
- Mylène Demongeot: Hélène Gurn, la photographe et fiancée de Jérôme
- Jacques Dynam: L'inspecteur Michel Bertrand
- Henri Serre: André Berthier, le secrétaire de lord Mac Rashley
- Jean-Roger Caussimon: Lord Edward Mac Rashley
- Françoise Christophe: Lady Dorothée Mac Rashley
- André Dumas: Tom Smith
- Robert Dalban: Le Directeur du journal
- Jean Ozenne: Albert, le majordome de Lord Mac Rashley
- Max Montavon: Alexandre, un domestique
- Rita Renoir: La vedette qui descend de l'avion
- Guy Delorme: Un chef de la Mafia
- Antoine Baud: William
- Rico Lopez: Un membre de la Mafia
- Bob Lerick: Un membre de la Mafia
- Dominique Zardi: Le pilote d'avion
- Hubert de Lapparent: Richard